# میرتا بوسنلی
میرتا بوسنلی (اسپانیایی: Mirta Busnelli‎؛ زادهٔ ۱۳ ژانویهٔ ۱۹۴۶) بازیگر اهل آرژانتین است.
از فیلم‌ها یا برنامه‌های تلویزیونی که وی در آن نقش داشته‌است، می‌توان به دانش‌آموختگان، معاون مجلس بوئنوس آیرس، صلیب، زنان قاتل و عمل در سؤال اشاره کرد.